# LABEN
LABEN, acronimo di LABoratori Elettronici e Nucleari, è stata un'azienda italiana produttrice di equipaggiamenti elettronici in campo nucleare e spaziale con sedi prima a Milano e poi a Vimodrone.
Nel 2005 è entrata a far parte integrante della joint venture franco-italiana Alcatel Alenia Space, diventata nel 2007 Thales Alenia Space.

## Storia

### Dagli albori a fine anni sessanta
LABEN fu fondata nel 1958, con sede e laboratori originariamente in un edificio di via Bassini a Milano, nello stesso stabile del Consiglio Nazionale delle Ricerche (CNR) - settore di Astrofisica.
Attiva da subito nel campo della progettazione, ingegneria, test e produzione di apparecchiature elettroniche in ambito nucleare come gli analizzatori di spettro multicanale o i sistemi di controllo, elaborazione dei dati e delle immagini riprese dalle gamma camere che iniziavano allora a diffondersi in medicina nucleare, la LABEN fu inquadrata come "divisione nucleare" della Montedel S.p.A. (acronimo di Montecatini-Edison Elettronica, divenuta poi Montedison nel 1966).
Come anzidetto, il prodotto portante storico nel settore nucleare di attività della LABEN fu quello dell'analizzatore multicanale di spettri di energia di radiazioni nucleari. Vari modelli di analizzatori furono realizzati dal Reparto Nucleare dell'azienda: dal cavallo di battaglia a 400 canali fino al più complesso Correlatron (4000 canali) e al Compact.
Questa linea di prodotto comprendeva l'intera Catena di Elettronica Lineare (preamplificatore, amplificatore lineare, analizzatore) che LABEN offriva per lo studio dei segnali provenienti da sorgenti nucleari.
A inizio anni '70 l'azienda completò la catena di strumentazione nel campo nucleare con la realizzazione (unica allora in Italia) di un Laboratorio Rivelatori a Semiconduttore per la produzione di rivelatori Ge (Li) e Si (Li) i quali, raffreddati con opportuni criostati alla temperatura dell'azoto liquido, permettevano di ottenere grandi precisioni nella misura di sorgenti di raggi X e gamma. Questi rivelatori vennero commercializzati per applicazioni di misura in centri di ricerca e per analisi spettroscopiche.
Già nei primi anni '60 estese le sue attività anche all'emergente settore spaziale, focalizzandosi sulla produzione di equipaggiamenti e circuiti elettronici stampati per i primi lanci di razzi europei oltre l'atmosfera.
Nel 1964-1967 fornì dei comparatori e dei decommutatori di tipo Pulse-Code Modulation (PCM) per delle stazioni di terra elaboranti i dati ricevuti dalla rete satellitare del neonato consorzio spaziale europeo European Space Research Organization (ESRO), oltre che delle unità di controllo dei modulatori PCM di telemetria a bordo dei primi due satelliti non stabilizzati di tale organizzazione: l'ESRO I, per lo studio della radiazione cosmica e solare e loro interazione con la Terra e l'ESRO II, volto allo studio dei raggi X, delle fasce di van Allen e il campo geomagnetico.
Nel 1966 e nell'ambito dei programmi dell'altro consorzio spaziale europeo, l'European Launcher Development Organisation (ELDO), contribuì alla produzione dei Satellite Test Vehicle (STV) da 1 a 3 da lanciare col primo razzo dimostratore di tale organizzazione Europa-1, sviluppando la capacità di acquisizione e analisi spettrale mediante tecniche di autocorrelazione dei dati vibrazionali di bordo trasmessi durante il lancio del veicolo.
Sempre con l'ELDO, si aggiudicò nel 1967 un contratto per un completo sistema di telemetria codificata, ancora di tipo PCM, e per il corrispondente sistema di supporto ausiliario a terra, consistente in una unità di decommutazione, sempre di tipo PCM, nonché di memorizzazione/elaborazione dei dati inviati dalla rete satellitare di tale altra organizzazione europea.
Nel 1967 fornì a ESRO un sistema di supporto a terra del satellite con orbita altamente eccentrica HEOS-1 (HEOS-A) dedicato allo studio del plasma, del vento solare e dei raggi cosmici e della loro interazione con la magnetosfera terrestre. A questo seguì nel 1969 la realizzazione del codificatore di telemetria a bordo del suo successore HEOS-2 (HEOS-B).
La stessa tipologia di fornitura, cioè apparati di test e supporto a terra più modulo completo di telemetria di bordo, fu richiesta alla LABEN per il satellite ESRO IV, indirizzato allo studio della ionosfera e della penetrazione delle particelle solari nella magnetosfera terrestre.
Nel biennio 1968-69 i tecnici furono impegnati in varie missioni in Australia, dove si tentò invano di lanciare il razzo europeo dell'ELDO Europa-1 dal poligono di Woomera: i lanci furono afflitti da diversi problemi che portarono alla esplosione degli stadi del vettore prima di raggiungere l'orbita prefissata. Su di essi era installata la prima elettronica digitale telemetrica prodotta nello stabilimento milanese, la quale inviò correttamente dati a terra nel breve tempo di operatività dal lancio fino alla esplosione, permettendo alla LABEN di rendersi visibile in questo segmento del nascente mercato spaziale europeo.
Altri campi di impiego tra gli anni '60 e '70 furono i primi minicomputer per le applicazioni scientifiche e l'automazione industriale e apparecchi per la biomedica, come l'analizzatore elettronico d'ampiezza LABEN Spectroscope a 400 canali.

### Gli anni d'oro: dagli anni settanta agli anni ottanta
Nel 1968 l'azienda, sotto la direzione tecnica e scientifica del direttore generale, il fisico Umberto Pellegrini, intraprese la progettazione del LABEN 70, un minicomputer per applicazioni scientifiche ed industriali, presentato nel 1970 al prezzo base di $ 12000. 
Un'altra versione successiva ma meno diffusa del minicomputer fu il LABEN 701.
La LABEN cessa la propria attività di produzione nel campo dei minicalcolatori nel 1974 e ciò ebbe come conseguenza una ristrutturazione del personale che determinò il taglio di gran parte del settore dell'automazione industriale, pari a oltre 160 degli allora 360 dipendenti. L'attività si concentrò quindi su due linee di prodotto principali:
- la strumentazione di misura e controllo terrestre, per uso nucleare e scientifico: analizzatori per particelle e relativi moduli di controllo/interfaccia basati sull'allora standard Computer-Aided Measurement And Control (CAMAC);
- l'elettronica digitale per l'aerospaziale, focalizzandosi via via sul comando/controllo/elaborazione dati nel segmento spaziale di volo (satelliti artificiali di osservazione in orbita bassa, sonde interplanetarie, esperimenti in orbita bassa su piattaforme e razzi, osservatori e telescopi orbitali ed extra-atmosferici).

#### Attività nel settore spaziale
Il settore spaziale divenne l'attività preponderante con abbandono progressivo dell'impegno nel nucleare, anche a causa del mutamento dello scenario italiano rispetto all'uso dell'energia atomica, culminato nel referendum abrogativo del 1987.
Riorganizzatasi l’Agenzia Spaziale Europea con differenti ambizioni e impulso verso l'attività spaziale dei paesi europei membri (anche con un nome diverso, passando dalle separate ESRO e ELDO all'unica ESA), anche l’industria italiana si iniziò a concentrare su tale settore, che richiedeva sempre più l’uso dell'elettronica digitale per i primi satelliti e missioni europee di quegli anni. Cominciarono così gli impegni più importanti anche per la LABEN, di volta in volta associata a consorzi internazionali che comprendevano le maggiori società sistemistiche di satelliti inglesi, tedesche e francesi: gli apparati elettronici digitali sviluppati a Milano riguardarono sia i sistemi telemetrici principali dei satelliti e delle sonde per il controllo da terra, sia i controlli automatici in volo degli strumenti e degli esperimenti scientifici ivi installati.
L'azienda contribuì a Cos-B, lanciato nel 1975 e primo di una serie di telescopi spaziali dell'ESA dedicato allo studio dei raggi gamma e all'osservazione di alcune particolari sorgenti di raggi X, mediante la fornitura di apparecchiature per la elaborazione dei dati telemetrici a terra e per il controllo del carico scientifico, nonché di alcuni pezzi del sotto-sistema di radiofrequenza quali gli encoder.
Le competenze ingegneristiche vennero impiegate anche sui satelliti realizzati interamente in Italia, a partire dal primo satellite geostazionario sperimentale per le telecomunicazioni SIRIO-1, frutto della collaborazione tra il Consiglio Nazionale delle Ricerche (CNR) e una cordata di aziende italiane consorziatesi col nome Compagnia Italiana Aerospaziale (CIA), lanciato nel 1977 e per il quale la LABEN provvide al sistema di telemetria principale di bordo.
Nella seconda metà degli anni '70 iniziò lo studio per la realizzazione delle unità terminali remote di comunicazione per uso nello spazio a bordo di un veicolo, le Remote Terminal Unit (RTU), e relativi apparati di test, al fine di standardizzare la comunicazione della unità di controllo centrale, la Central Terminal Unit (CTU), con le periferiche disposte sul bus di comunicazione avionico interno. Le RTU divennero una linea di prodotto specialistica fino alla metà degli anni '90 quando furono progressivamente dismesse in quanto integrate nelle CTU stesse, a loro volta uno dei prodotti aziendali principali nei decenni successivi.
La LABEN fornì e qualificò il sistema di conversione in time-division multiplexing (TDM) dei time-tag degli impulsi laser nell'esperimento LAser Synchronisation from Stationary Orbit (LASSO), per instradarli verso il canale di housekeeping di trasmissione verso terra, che dovevano servire a una dimostrazione della sincronizzazione degli orologi atomici mediante impulsi laser scambiati a bordo del satellite meteorologico dell'ESA SIRIO-2. SIRIO-2 fu lanciato il 9 settembre 1982, ma non raggiunse mai l'orbita geosincrona di destinazione a causa di un malfunzionamento meccanico della turbopompa del terzo stadio del razzo vettore Ariane 1 (lancio LR-05).
Il contributo all'osservatorio a raggi X EXOSAT di ESA lanciato nel 1983 si concretizzò nella collaborazione con l'allora Matra Marconi Space di Tolosa alla costruzione dei Focal Plane Assembly (FPA) e dell'elettronica dell'esperimento.

#### Il cambio sede a Vimodrone
Nei primi anni '80, sfruttando le competenze maturate sui computer miniaturizzati ad uso terrestre nel decennio precedente, la LABEN collaborava in secondo piano anche a progetti italiani al di fuori dell'ambito prettamente spaziale, come il collaudo dei motori dell’aereo da combattimento Tornado, costruito a Torino.
Di quegli anni anche le forniture di apparati per le stazioni di controllo terrestre alla costruenda base di lancio italiana di Malindi (Kenya) e allo spazioporto europeo di Kourou (Guyana francese).
Con la forte crescita del settore spaziale italiano negli anni '80, anche l'azienda si ingrandì fino ad impiegare nel 1985 circa 270 dipendenti, pari al 9% dell'allora industria spaziale nazionale (3120 addetti), che era raddoppiata nel primo quinquennio di quella decade; figurava quindi quarta nelle prime cinque aziende spaziali italiane come numero di dipendenti: Selenia (1065), Telespazio (612), Aeritalia settore Spazio (550), LABEN e BPD (230). Le vendite della LABEN nel 1984 si aggiravano intorno a 1 milione di dollari.
Nel 1985 avvenne il trasloco a Vimodrone in una nuova sede aziendale con annessa una più capiente camera bianca per l'integrazione degli equipaggiamenti di volo.
Il rapporto con le Università e Centri di Ricerca
Data la natura tecnologicamente avanzata dei prodotti aziendali, nel corso degli anni la LABEN perseguì sempre un rapporto privilegiato con i poli di ricerca impegnati nel settore delle sue applicazioni. Numerose collaborazioni furono realizzate con ad es. Euratom, Ispra, Politecnico di Milano, le Universita' di Milano, Pavia, Napoli. Queste relazioni diedero vita a frequenti stage di studenti laureandi che svolgevano la loro tesi di laurea collaborando su progetti industriali nei laboratori dell'azienda.
Il presidio tecnologico
Nel corso della sua attività l'azienda aggiornò costantemente le sue metodologie di progettazione e produzione tenendo conto del divenire accelerato che le tecnologie elettroniche subivano nel corso del tempo. In quegli anni infatti i componenti elettronici mutarono velocemente con la nascita dei primi circuiti integrati (memorie, circuiti logici) fino alla nascita dei microprocessori.
Contemporaneamente il requisito della riduzione delle masse imbarcate sui satelliti spingeva verso una crescente miniaturizzazione degli apparati di volo. Questo ha portò l'azienda a dotarsi di moderne tecnologie di processo quali:
- sistemi di sviluppo per microprocessori, Gate Arrays e ASICs

- CAD, CAM di progettazione/produzione di sistemi elettronici

- tecnologie di miniaturizzazione con circuiti ibridi a film spesso e chip carriers

- ambienti di sviluppo per software spaziale (caratterizzato da alta affidabilità e da una sistematica ridondanza).

#### Attività nel settore del monitoraggio nucleare
L'azienda era organizzata in diverse divisioni, fra le quali sopravviveva ancora quella originaria della "strumentazione nucleare" dagli anni '60 e che si era contratta nel solo mercato della produzione di sistemi di monitoraggio radioattivo ambientale.
La LABEN fornì sistemi per la detezione nell'ambiente dei radionuclidi (Radionuclide Monitoring System, RMS) per diverse reti:
- la rete nazionale di controllo della radioattività del particolato atmosferico (REMRAD), voluta dall'ISPRA, di cui la sede di Vimodrone divenne una delle sette stazioni automatiche italiane[26];
- la rete internazionale del Comprehensive Nuclear Test-Ban-Treaty Organisation (CTBTO), dando supporto in loco per la strumentazione delle seguenti stazioni di controllo: RN34 (a Reykjavík, Islanda), RN49 (a Spitsbergen nelle Isole Svalbard, Norvegia), RN44 (a Guerrero Negro, Bassa California, Messico) e RN53 (a Ponta Delgada, São Miguel nelle Azzorre, Portogallo) e sviluppando per esse l'Automatic Radionuclide Air Monitoring Equipment (ARAME)[27]. Questo equipaggiamento di controllo ambientale a terra della radioattività dispersa nella troposfera raccoglieva, ordinava ed instradava i dati dalla centralina al centro unico di elaborazione di Vienna.

Uno degli ultimi prodotti del comparto nucleare fu usato nel 2011 per mappare e misurare le radiazioni dell’area circostante alla centrale di Černobyl', quasi 25 anni dopo l'incidente del 1986, in vista della costruzione del nuovo sarcofago sul reattore 4 nell'ambito del programma Cernobyl's Integrated Automated Monitoring System (CERNOBYL-IAMS).

#### Giotto e le altre missioni

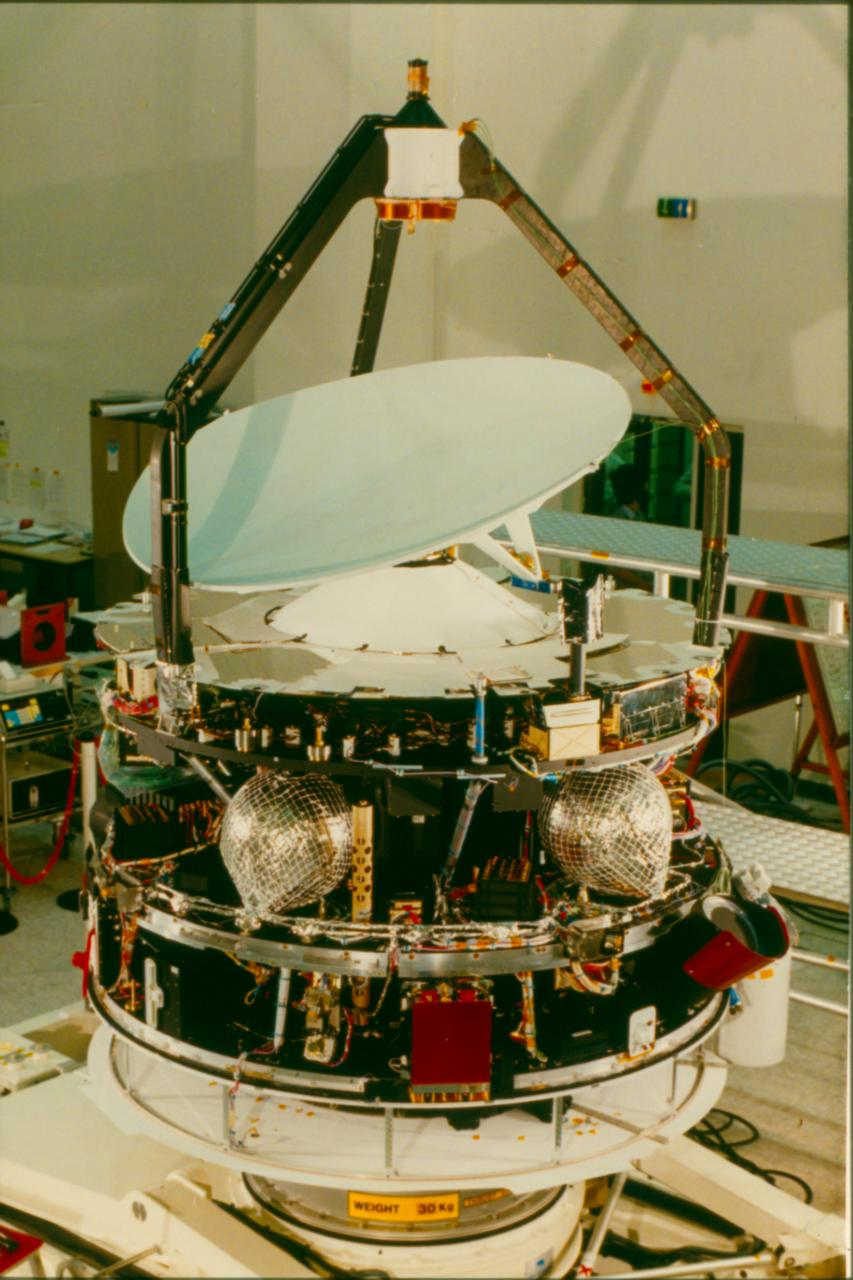
Giotto in integrazione presso il centro ESTEC

Un sistema computerizzato di guida e controllo di assetto spaziale ed elaborazione dati dal peso di circa 6 kg sviluppato dalla LABEN era presente a bordo della missione Giotto, lanciata nel 1985 alla volta della cometa di Halley, che sfiorò ad una distanza di 596 km il 13 marzo 1986, commissione affidata all'azienda direttamente dall'ESA. Fu grazie a tale computer che venne recuperato in modo automatico il controllo del puntamento delle antenne di comunicazione verso la Terra, perso per 32 minuti nell'attraversamento a una velocità di 68 km/s della turbolenta coda cometaria fatta di particelle e gas:  ciò rese possibile estendere la missione "congelando" la sonda interplanetaria per sei anni in un'orbita di parcheggio, e lanciandola infine nel 1992 verso l'incontro con un'altra cometa, la 26P/Grigg-Skjellerup.
Il successo di Giotto fu foriero di altre forniture importanti in quegli anni di fine decennio:
- il computer di elaborazione dati OnBoard Data Handling (OBDH) degli strumenti scientifici della sonda europeo-statunitense Ulysses[35] lanciata nel 1990 che, doppiato Giove e studiatone la magnetosfera nel rendez-vous uscì dal piano dell'eclittica per dirigersi verso il polo sud del Sole;[36]
- la Central Terminal Unit (CTU)[37] imbarcata a bordo del "satellite a guinzaglio" Tethered, che volò nella missione TSS-1[38] sullo Space Shuttle Atlantis del 1992 (lancio STS-46) con il primo astronauta italiano, Franco Malerba. Anche la seconda missione Tethered, TSS-1R nel 1996 con gli astronauti italiani Maurizio Cheli e Umberto Guidoni a bordo dello Space Shuttle Columbia (STS-75), fu supportata con elettronica e software per elaborazione dati della LABEN[39]);
- una memoria di massa[40] e l'unità di controllo dati (Data Handling Unit, DHU) dell'esperimento tecnologico Inter-Orbit Communication (IOC) (dimostratore di un sistema di data relay inter-orbitale LEO-GEO attraverso l'uso del satellite telecom civile Olympus-1 dell'ESA verso le stazioni di terra), entrambi gli strumenti posti a bordo dell'EUropean REtrievable CArrier (EURECA), la piattaforma recuperabile europea per ricerche in microgravità che fu rilasciata nello spazio nel 1992 dallo Space Shuttle Atlantis] (STS-46) e rientrò undici mesi dopo nel 1993 con l'Endeavour (STS-57).

#### Cambi societari
Negli stessi anni ottanta vi furono diversi cambi di proprietà dell'azienda: nel 1981 Montedel passò alla holding finanziaria Bastogi IRBS (Istituto Romano Beni Stabili) e nel 1982 entrò a far parte del gruppo SI EL, conglomerato della difesa ed elettronica della medesima finanziaria torinese-romana.
Nel 1983 Italmobiliare, con l'acquisizione del 23% della Bastogi IRBS, ne divenne il maggiore azionista e avviò un processo di alienazione delle partecipazioni industriali, per concentrarsi solo sul settore immobiliare: nel 1985, l'intero agglomerato SI EL fu quindi venduto alla Ferranti International Signal Company (ISC), che controllava la LABEN attraverso la sua sussidiaria Ferranti Italia.
Nel 1987 il 50%  fu acquisito dall'Aeritalia - Divisione Spazio di Torino (che era una società controllata completamente da IRI-Finmeccanica) mentre l'altro 50% venne acquisito nel 1990, la LABEN entrò a far parte delle società spaziali italiane completamente controllate dalla holding del settore pubblico, dopo 32 anni di reggenza da parte di privati.

### Gli anni novanta: i sistemi di elaborazione dati

#### La sinergia con Alenia Spazio
Con l'inizio del decennio, favorita dalla comune holding di possesso Finmeccanica e dall'impulso dato dalla nascita dell'Agenzia Spaziale Italiana (ASI) nel 1988 e dal conseguente varo del Piano Spaziale Nazionale (PSN), si venne a definire una sempre più stretta collaborazione tra la LABEN specializzata in equipaggiamenti elettronici e apparati di test e la maggiore azienda sistemistica spaziale italiana, l'Alenia Spazio (nata nel 1990 dalla fusione dell'Aeritalia settore Spazio e la Selenia Spazio): ad esempio, sul primo satellite europeo per il monitoraggio ambientale ERS-1 lanciato nel 1991, e nel consorzio Italspazio, nato per la definizione di una piccola costellazione di due satelliti di telecomunicazioni Iridium-like, chiamati Italsat F1 e F2, lanciati nel 1991 e nel 1996. Per tali satelliti fu incaricata di sviluppare il sistema telemetrico e di comando.
In quegli anni partecipò alla costruzione del supercalcolatore Array Processor with Emulator (APE) (letteralmente “processore vettoriale con emulatore”) progettato da INFN e compensato con 2 miliardi di lire, rivenduto a ENEA poi tramite Alenia Spazio. APE aveva uno schema architetturale parallelo chiamato Single Instruction Multiple Data (SIMD) in cui le unità di elaborazione erano replicate mentre rimaneva unica la sequenza di operazioni (e l'elaboratore che le controllava). In tale costrutto, tutti i nodi computazionali eseguivano simultaneamente e parallelamente la stessa operazione aritmetica su una molteplicità di dati pari al numero dei nodi stessi. L'APE fu specificatamente progettato e costruito per consentire delle simulazioni numeriche di teorie di gauge e, in particolare, di cromodinamica quantistica su reticolo.
Nel 1990 LABEN creò una sua unità distaccata denominata "Unità LABEN in Tecnopolis", con sede in Puglia a Valenzano nel Centro Studi e Applicazioni in Tecnologie Avanzate (CSATA). Questa succursale raccoglieva un gruppo di sviluppo di software spaziale in vista dei programmi del modulo Columbus e dello shuttle Hermes di ESA. Negli anni successivi il gruppo fu incorporato nella società Space Software Italia (SSI), controllata di Alenia Spazio con sede a Taranto.
Nel 1995 venne incorporata la PROEL Tecnologie di Firenze che divenne la divisione dedicata agli studi e alla prototipizzazione di motori per la propulsione elettrica spaziale e la propulsione ionica basati sul concetto di Radio-frequency with Magnetic-field ion Thruster (RMT).
Uno dei contributi della nuova divisione fu l'Electric Propulsion Diagnostic Package (EPDP) volato a bordo della sonda lunare SMART-1 dell'ESA nel 2003, strumento per studiare l'ambiente di plasma, in termini di energia degli ioni e distribuzione della densità di corrente, e monitorare così la contaminazione delle superfici del veicolo spaziale quando il propulsore elettrico veniva acceso e spento.

#### Missione spaziale Cassini-Huygens
La strumentazione di controllo ed elaborazione dati prodotta dalla LABEN contribuì alla sonda statunitense-europea Cassini-Huygens, lanciata nel 1997 all'esplorazione del sistema di Saturno e del suo satellite Titano. Per la sonda fu fornito il computer di bordo, chiamato Command Data Management Subsystem (CDMS), che gestì la sonda Huygens nella sua fase di discesa verso Titano, provvedendo alla raccolta dei dati dai sei strumenti scientifici del probe e trasmettendoli alla piattaforma orbitante Cassini. Commissione ricevuta su contratto diretto della NASA, il CDMS integrò in un unico equipaggiamento ed architettura le unità CTU e RTU precedentemente prodotte dalla LABEN per altri satelliti. Per questo equipaggiamento, la LABEN è entrata nel Guinness dei Primati per aver realizzato il computer atterrato più lontano dalla Terra;

#### Le applicazioni GPS/EGNOS/GLONASS
In questo decennio iniziò a operare anche nella produzione di apparati ricevitori di segnale di posizione da montare a bordo dei satelliti in orbite al di sotto delle MEO (che caratterizzavano invece le già allora disponibili costellazioni per la georeferenziazione come GPS/GLONASS) o GEO (come il sistema EGNOS). Lo scopo di tali ricevitori su di un satellite in orbita bassa LEO è quello di garantirne il controllo, la stabilizzazione e l'orientamento ed evitare la costruzione di decine di stazioni di terra per il suo tracking. Il ricevitore GPS sostituiva diversi sensori di bordo (sun-sensors, Earth-sensors, gyros) unicamente usati fino ad allora per il controllo di assetto in orbita bassa.

#### La strumentazione per la ISS e il CIRA

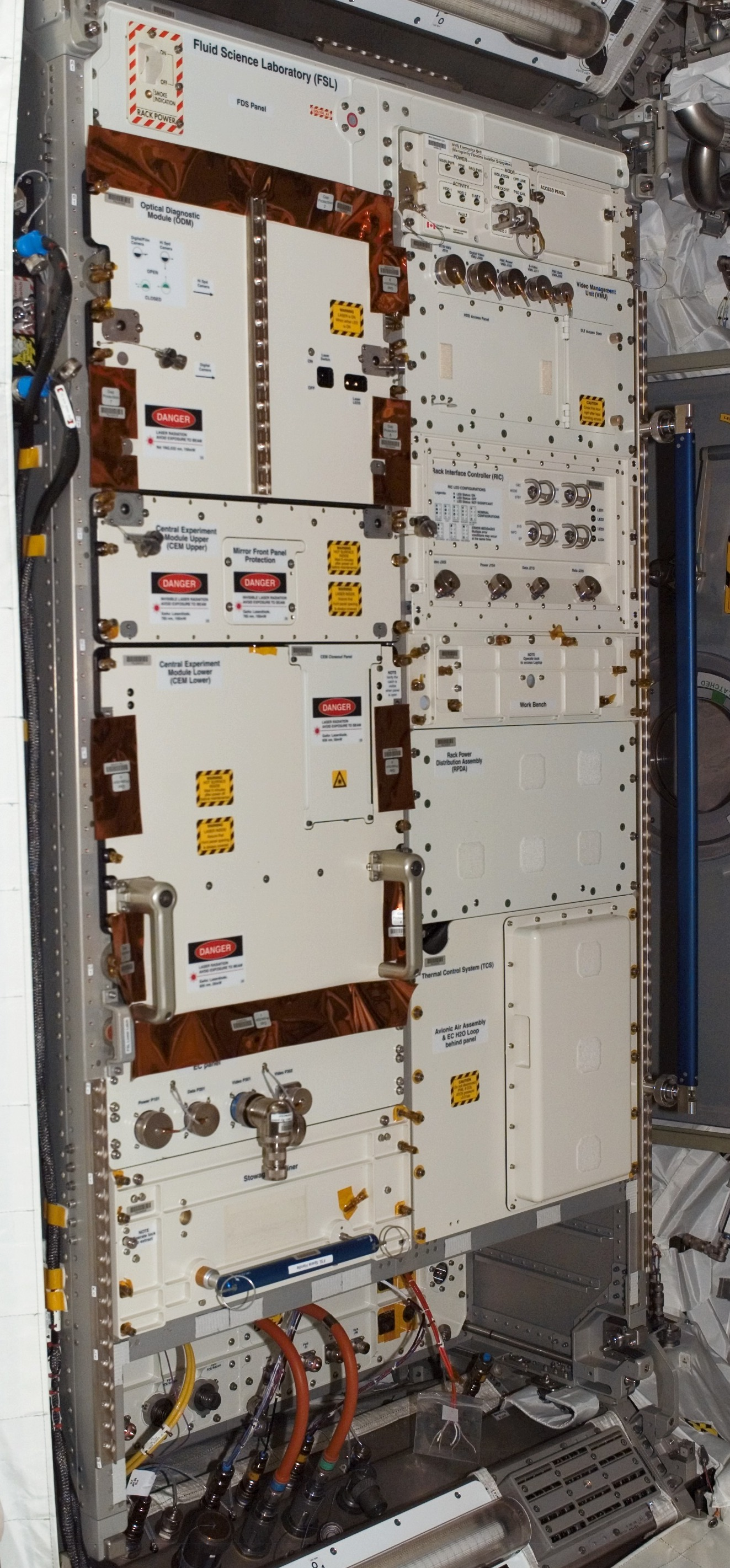
FSL installato a bordo della ISS

Negli anni novanta collaborò anche alla costruzione dei nodi 2 e 3 della Stazione spaziale internazionale (ISS), assemblati in Alenia Spazio - Torino, mediante la fornitura di apparati di test a terra e della parte elettronica di alcuni esperimenti inviati poi a bordo della stessa nel decennio successivo e alloggiati nel modulo europeo Columbus :
- il Fluid Science Lab (FSL), a cui contribuì con l'intera Master Control Unit (MCU) per il controllo e l'elaborazione dei dati e con la LapTop Unit (LTU), sulla quale il MARS Center di Napoli sviluppò la Human Computer Interface (HCI), lanciato insieme al modulo Columbus mediante lo Space Shuttle Atlantis (STS-122) nel 2008;
- l'European Drawer Rack (EDR), a cui contribuì con l'elettronica del sottosistema Protein Crystallisation Diagnostic Facility (PCDF), lanciato anch'esso insieme al Columbus nel 2008;

Sul finire degli anni '90 fornì anche il sistema di automazione e controllo della galleria del vento al plasma (PWT) SCIROCCO del Centro italiano ricerche aerospaziali (CIRA) a Capua, entrata in funzione nel 2001.

### Gli anni duemila
A inizio duemila l'azienda aveva un buon livello di penetrazione nel mercato spaziale istituzionale, rappresentando circa il 15% del volume di affari e organico dell'industria spaziale nazionale; nei primi mesi del 2004 l'organico della sede di Vimodrone era di 304 dipendenti, a cui si dovevano aggiungere i 16 della PROEL
A partire dal 1 aprile 2000, Finmeccanica conferì il controllo del ramo d'azienda comprendente le attività della sua Divisione Spazio interamente ad Alenia Spazio e nel 2003, nel riorganizzare le attività spaziali italiane, concentrò nella LABEN gran parte del business, mentre contratti e attività non ritenuti più vitali per il futuro del gruppo rimasero in Alenia Spazio al fine di essere liquidati.
Il 1 giugno 2004 la LABEN fu fusa con Alenia Spazio, formando la nuova società denominata Alenia Spazio - LABEN.
Dal 29 gennaio 2005 la Alenia Spazio - LABEN fu integrata nella Space Alliance con Alcatel-Lucent Space quale sito milanese della joint venture manifatturiera franco-italiana del settore spaziale Alcatel Alenia Space-Italia (AAS-I) (67% Alcatel, 33% Finmeccanica). L'accordo venne ratificato dalla Commissione europea il 29 aprile 2005.
Divenne poi dal 2007 Thales Alenia Space-Italia (TAS-I), sito di Milano, con l'acquisizione della quota Alcatel da parte del gruppo francese della difesa e dell'elettronica Thales.
Il passaggio di azioni da Alcatel a Thales venne approvato dalla Commissione europea il 10 aprile 2007.